# Michael Fabbri
Michael Fabbri (Ravenna, 8 december 1983) is een Italiaans voetbalscheidsrechter. Hij was in dienst van FIFA en UEFA tussen 2019 en 2023. Ook leidt hij sinds 2013 wedstrijden in de Serie A.
Op 8 mei 2013 leidde Fabbri zijn eerste wedstrijd in de Italiaanse nationale competitie. Tijdens het duel tussen Cagliari en Parma (0–1) trok de leidsman eenmaal de gele kaart, aan Massimo Gobbi van de bezoekers. In Europees verband debuteerde hij op 25 juli 2019 tijdens een wedstrijd tussen NK Domžale en Malmö FF in de tweede voorronde van de UEFA Europa League; het eindigde in 2–2 en Fabbri gaf opnieuw één speler geel. Zijn eerste interland floot hij op 9 juni 2022, toen San Marino met 0–1 verloor van IJsland door een doelpunt van Aron Elís Þrándarson. Tijdens deze wedstrijd deelde Fabbri aan drie San Marinezen een gele kaart uit.

## Interlands
| Datum        | Plaats                 | Wedstrijd            | Uitslag | Competitie             | Kreeg geel | Kreeg voor de tweede keer geel en dus rood | Weggestuurd |
| ------------ | ---------------------- | -------------------- | ------- | ---------------------- | ---------- | ------------------------------------------ | ----------- |
| 9 juni 2022  | Serravalle, San Marino | San Marino – IJsland | 0 – 1   | Vriendschappelijk      | 3          | 0                                          | 0           |
| 14 juni 2022 | Luxemburg, Luxemburg   | Luxemburg – Faeröer  | 2 – 2   | Nations League 2022/23 | 1          | 0                                          | 0           |

Laatst bijgewerkt op 15 juni 2022.